# Jules Danilo
Jules Danilo (ur. 18 maja 1995 w Mediolanie) – francuski motocyklista.

## Kariera
W 2013 Danilo ścigał się w pucharze CEV Repsol z zespołem Cygnet Racing-Furygan na motocyklu KTM, który dostawał wsparcie techniczne od Marc VDS Racing Team, miał także okazję zastępować kontuzjowanego Danny'ego Webba w Ambrogio Racing, dobra komunikacja pomiędzy nim a ekipą spowodowała to, że Francuz dostał od nich szansę w 2014 by ścigać się przez cały sezon, dołączył on do drugiego kierowcy, Brada Bindera, ale zaledwie raz znalazł się na punktowanej pozycji.

## Statystyki

### Sezony
| Sezon | Klasa | Motocykl    | Wyścigi | Wygrane | Podia | PP | NO | Pkt. | Poz. |
| ----- | ----- | ----------- | ------- | ------- | ----- | -- | -- | ---- | ---- |
| 2013  | Moto3 | Kalex KTM   | 4       | 0       | 0     | 0  | 0  | 0    | NS   |
| 2013  | Moto3 | Suter Honda | 4       | 0       | 0     | 0  | 0  | 0    | NS   |
| 2014  | Moto3 | Mahindra    | 18      | 0       | 0     | 0  | 0  | 2    | 30   |
| 2015  | Moto3 | Honda       | 18      | 0       | 0     | 0  | 0  | 12   | 26   |
| 2016  | Moto3 | Honda       | 8       | 0       | 0     | 0  | 0  | 34*  | 13*  |
| Razem |       |             | 48      | 0       | 0     | 0  | 0  | 48   |      |

* – sezon w trakcie

### Starty
| Sezon | Klasa | Motocykl | 1      | 2      | 3      | 4      | 5      | 6      | 7      | 8      | 9      | 10     | 11     | 12     | 13     | 14     | 15     | 16     | 17     | 18     | Poz. | Pkt. |
| ----- | ----- | -------- | ------ | ------ | ------ | ------ | ------ | ------ | ------ | ------ | ------ | ------ | ------ | ------ | ------ | ------ | ------ | ------ | ------ | ------ | ---- | ---- |
| 2014  | Moto3 | Mahindra | QAT NU | AME 22 | ARG 24 | SPA 27 | FRA NU | ITA 22 | CAT 27 | NED 22 | GER 17 | IND 16 | CZE 18 | GBR 25 | RSM 26 | ARA 14 | JPN 19 | AUS 22 | MAL 17 | VAL NU | 30   | 2    |
| 2015  | Moto3 | Honda    | QAT 20 | AME NU | ARG NU | SPA 12 | FRA NU | ITA NU | CAT 16 | NED 16 | GER 15 | IND 14 | CZE 27 | GBR NU | RSM NU | ARA 22 | JPN 19 | AUS NU | MAL 11 | VAL 16 | 26   | 12   |
| 2016  | Moto3 | Honda    | QAT 11 | ARG 26 | AME 9  | ESP 9  | FRA NU | ITA 11 | CAT NU | NED 6  | GER    | AUT    | CZE    | GBR    | SMR    | ARA    | JPN    | MAL    | AUS    | VAL    | 13*  | 34*  |

* – sezon w trakcie